# 上海市非机动车安全管理条例
上海市非机动车安全管理条例是上海市第十五届人民代表大会常务委员会第二十九次会议於2021年2月26日通過的一個有關非机动车安全的中华人民共和国地方性法规，於2021年5月1日正式施行。條例涉及非機動車要禮讓行人、非機動車駕駛者要戴頭盔、非機動車禁止在樓道充電等內容，若有違反會有相應的處罰措施。
2024年5月10日，上海市第十六届人民代表大会常务委员会第十三次会议表决通过《上海市人民代表大会常务委员会关于修改〈上海市非机动车安全管理条例〉的决定》，修改後的條例自2024年6月1日起施行。新修改的內容主要涉及進一步规范蓄电池携带、放置和充电等行为。